# Spaghetti code

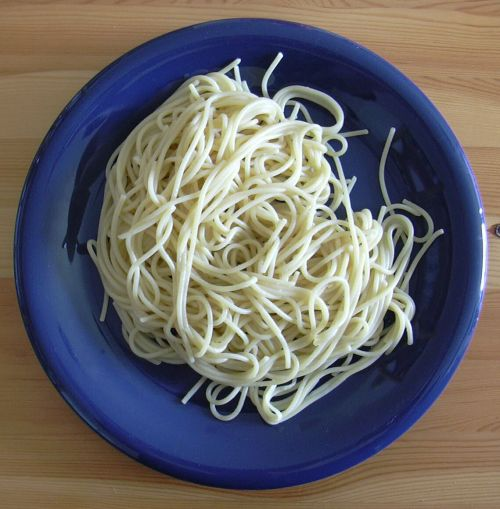
Un piatto di spaghetti è indissolubilmente intrecciato, da qui il nome spaghetti code.

Spaghetti code è un termine dispregiativo per il codice sorgente di quei programmi per computer che hanno una struttura di controllo del flusso complessa e/o incomprensibile, con uso esagerato ed errato di go to, eccezioni, thread e altri costrutti di branching (diramazione del controllo) non strutturati.
Il suo nome deriva dal fatto che questi tipi di codice tendono a assomigliare a un piatto di spaghetti, ovvero un mucchio di fili intrecciati ed annodati.
Spaghetti code è un esempio di anti-pattern.

## Esempio
Il seguente programma è un esempio banale di spaghetti code in BASIC. Esso stampa su schermo la sequenza di numeri da 1 a 10 e il loro quadrato. Si noti come le istruzioni di "GOTO" introducano una dipendenza dai numeri di riga del programma, e come il flusso di esecuzione salti in maniera imprevedibile da una zona all'altra. In pratica, nei programmi reali le occorrenze di spaghetti code sono ben più complesse e possono aumentare notevolmente i costi di manutenzione di un programma.
```
  
10
 
dim
 
i

  
20
 
i
 
=
 
0

  
30
 
i
 
=
 
i
 
+
 
1

  
40
 
if
 
i
 
<=
 
10
 
then
 
goto
 
70

  
50
 
print
 
"Programma terminato."

  
60
 
end

  
70
 
print
 
i
 
&
 
" al quadrato = "
 
&
 
i
 
*
 
i

  
80
 
goto
 
30

```

Ecco un esempio di codice equivalente scritto con uno stile di programmazione strutturato:
```
 
function
 
square
(
i
)

     
square
 
=
 
i
 
*
 
i

 
end
 
function
  

 
dim
 
i

 
for
 
i
 
=
 
1
 
to
 
10

     
print
 
i
 
&
 
" al quadrato = "
 
&
 
square
(
i
)

 
next

 
print
 
"Programma terminato."

```

Anche questo programma esegue salti, ma in questo caso si tratta di salti predicibili e formalizzati. Questo perché il ciclo for e le funzioni definiscono flussi di controllo standardizzati, mentre le istruzioni goto incoraggiano flussi di controllo arbitrari.